# Runoff
Runoff é um filme de 2014 escrito e dirigido por Kimberly Levin que centra-se em Betty Freeman (Kelly) e suas tentativas de salvar sua família após o governo ameaçar interditar sua propriedade rural. Teve sua estreia no Festival de Cinema de Los Angeles 2014.

## Elenco
- Joanne Kelly - Betty
- Neal Huff - Frank
- Alex Shaffer - Finley
- Tom Bower  - Scratch
- Kivlighan de Montebello - Sam
- Darlene Hunt

## Recepção
No agregador de críticas Rotten Tomatoes, na pontuação onde a equipe do site categoriza as opiniões da grande mídia e da mídia independente apenas como positivas ou negativas, tem um índice de aprovação de 79% calculado com base em 19 comentários dos críticos. Por comparação, com as mesmas opiniões sendo calculadas usando uma média aritmética ponderada, a nota alcançada é 7,6/10.
Em outro agregador, o Metacritic, que calcula as notas das opiniões usando somente uma média aritmética ponderada de determinados veículos de comunicação em maior parte da grande mídia, tem uma pontuação de 64/100, alcançada com base em 9 avaliações da imprensa anexadas no site, com a indicação de "revisões geralmente favoráveis".
Em sua crítica no IndieWire, James Rocchi avaliou com um B- dizendo que é um Winter's Bone em uma fazenda "com um olhar aguçado, quase documental, sobre as realidades e os crimes cotidianos do agronegócio moderno." Na Variety, Bill Edelstein disse que a diretora Kimberly Levin "obtém performances naturalistas de todos os seus atores e conta sua história com uma economia narrativa que, apesar do ritmo lento, nunca se demora muito em uma cena."